# Чо Намджу
Чо Намджу (нар. 1978) — корейська письменниця. Вона найбільш відома своїм романом 2016 року «Кім Джійон, 1982 року народження», який розійшовся тиражем понад мільйон примірників і який часто вважають поштовхом до феміністичного руху в Південній Кореї.

## Особисте життя
Намджу народилась в Південній Кореї в 1978 році. Вона виросла в Пучхоні та переїхала до Сеула з родиною у віці п'яти років. Під час вагітності її матері Чо батько пообіцяв її дядькові, у якого було п'ятеро дочок, що якщо дитина народиться хлопчиком, він віддасть його дядькові на виховання. Зрештою, її виховували власні батьки.
У дитинстві Намджу любила читати, але у неї не було грошей на книжки, а місцеві публічні бібліотеки в бідних околицях Сеула, де вона жила, майже не працювали. Вона позичала кілька книжок і перечитувала ці історії знову і знову.
Намджу відвідувала середню школу для дівчат, старшу школу та коледж. Вона закінчила жіночий університет Іхва зі ступенем у соціології. Зараз Намджу живе в Сеулі зі своєю сім'єю.

## Кар'єра
Намджу розпочала кар'єру на телебаченні як сценарист. Вона залишила роботу, щоб виховувати дитину, а потім зайнялась письменництвом. Вона опублікувала два романи до того, як у 2016 році була опублікована її хітова книга «Кім Джійон, 1982 року народження».